# (34198) Oliverleitner
2000 QM54 (asteroide 34198) é um asteroide da cintura principal. Possui uma excentricidade de 0.10053650 e uma inclinação de 3.34123º.
Este asteroide foi descoberto no dia 25 de agosto de 2000 por LINEAR em Socorro.